# Misserio
Misserìo (Missarìu in siciliano) è una località italiana frazione di Santa Teresa di Riva, comune italiano della città metropolitana di Messina in Sicilia.
L'abitato, che conta 375 abitanti, è posto a monte del capoluogo comunale, a circa 8 km, sito in un'exclave assieme all'abitato di Fautarì.

## Storia
Sull'origine del toponimo, sembrerebbe appurata l'origine greca che, letteralmente, significa "in mezzo ai monti".
Sulle origini del borgo di Misserio sussistono diverse teorie.
Secondo una prima tesi, Misserio ebbe origine in epoca preistorica, probabilmente ad opera dei Siculi; il villaggio venne successivamente popolato da Fenici e Sicelioti provenienti dalle vicine Phoinix e Naxos.
In base ad una seconda teoria, sostenuta dal sac. Nunziato Mantarro (1921-2009), parroco di questo villaggio tra il 1944 ed il 2005, Misserio risale all'epoca tardo romana, allorquando genti provenienti dalla città di Messina si spinsero tra i Monti Peloritani alla ricerca di pascoli e terra coltivabile. Nacque così Missaniorum Pagus, ossìa il "villaggio dei messinesi". Questa tesi potrebbe essere avvalorata da due eventi: il primo accaduto verso il 362 (come testimoniano rinvenimenti archeologici) quando la città di Messina venne devastata da un violentissimo sisma che ne fece diminuire drasticamente la popolazione; il secondo, nei primi anni del V secolo, quando i Vandali effettuarono ripetute incursioni che indussero le popolazioni a cercare luoghi più sicuri tra i Monti Peloritani.
Secondo lo storico locale Carmelo Ucchino, sostenitore della terza teoria, Misserio avrebbe avuto origine durante la migrazione greca verso la Sicilia, il toponimo deriverebbe dal greco Messarìa, col quale ancora oggi si denomina un borgo dell'isola greca di Santorini. Messarìa, tradotto in italiano significherebbe "tronco di leccio".
Infine, secondo lo storico annalista messinese Caio Domenico Gallo, Misserio venne fondato, verso il IV secolo a.C., da Zanclei, che, provenienti da Milazzo, avevano oltrepassato la dorsale dei Monti Peloritani.
Purtroppo a tutt'oggi non sono visibili tracce archeologiche che possano aiutare a capire quale di queste congetture sia più verosimile.
Le prime notizie storiche certe risalgono al 1139, anno in cui il borgo di Missarium venne inglobato, ad opera del Re di Sicilia
Ruggero II, nella nascente Baronia di Savoca. Qualche secolo più tardi, siamo nel 1676, nel pieno della Rivolta antispagnola di Messina, Misserio viene definito importante Casale di Savoca dalla Capitolazione della Terra di Savoca alle Armi francesi. L'importanza di tale centro abitato è testimoniata dal fatto che nel 1707 venne riedificata (ad opera di tal Girolamo Conte da Roccalumera) l'attuale chiesa di San Vito Martire, già dotata di cripta sotterranea per la sepoltura dei notabili e dei sacerdoti. Sicché, a Misserio si era affermata una sorta di classe "aristocratica terriera".  Nel 1757, Misserio constava di 50 case e 108 abitanti. 
Il villaggio seguì le sorti di Savoca fino al 1817; nel 1820, venne accorpato al comune di Casalvecchio Siculo, per poi, dal 1929, essere staccato da questo e definitivamente accorpato al comune rivierasco di Santa Teresa di Riva.
Gli abitanti di Misserio lottarono a lungo contro Savoca, Casalvecchio Siculo e Santa Teresa di Riva, al fine di veder realizzato il loro sogno: l'autonomia comunale; questo sogno non si realizzò mai. Nel 1901, Misserio contava 769 abitanti; tra il 1911 ed il 1931 arrivò a superare le 900 unità; in seguito, a causa dell'emigrazione la popolazione diminuì sensibilmente. La borgata di Misserio è ripartita in vari quartieri, tra cui: Cresianova, Acqua Mantarro, Sturiale, Padano, San Vito, Olivarella e Carcara.

## Monumenti e luoghi d'interesse

### Architetture religiose

#### Chiesa di San Vito

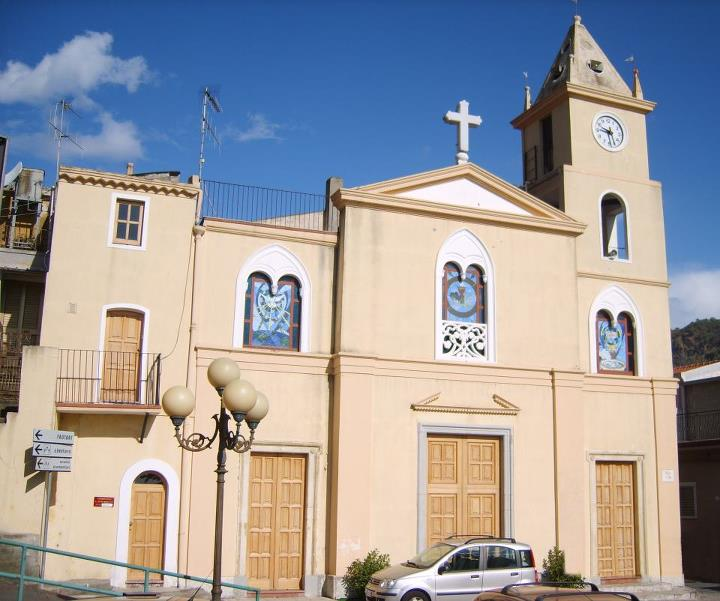
Prospetto principale della Chiesa di San Vito a Misserio

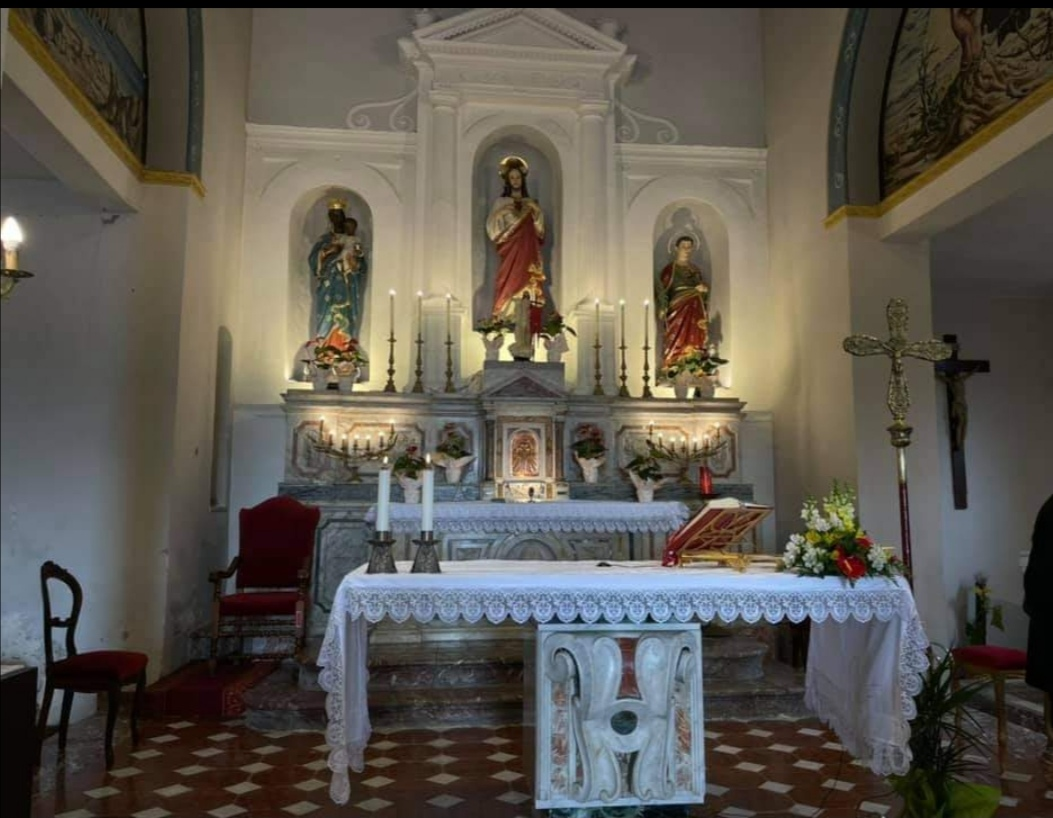
Interni della chiesa di San Vito, Altare maggiore del 1898

L'attuale edificio sacro venne ricostruito nel 1706/1707 (ad opera del capomastro Girolamo Conte da Roccalumera) su preesistenti impianti di epoca romana e medioevale.  Pregevole l'altare maggiore in marmo policromo realizzato da tal S. Seminara nel 1898. Nel 1911, l'edificio venne ampliato a spese degli abitanti del villaggio. Nel 1924 diventa sede di parrocchia autonoma, essendo la stessa segregata dall'Arcipretura di Casalvecchio Siculo. Nel 1956 viene restaurato il prospetto esterno, che assume la forma che ancora oggi presenta.  Nel 1968 è stata scoperta, nel sottosuolo della chiesa, un'antica cripta medievale (appartenente al preesistente edificio di culto) ove, nel Settecento, trovavano sepoltura i sacerdoti ed i notabili di Misserio, questa cripta è stata restaurata, assieme alla chiesa, dalla Sovrintendenza ai beni artistici nel 2004 ed è attualmente visibile. In detta cripta sono stati rinvenuti anche due colatoi per l'essiccazione dei cadaveri. La chiesa conserva altresì sei affreschi a lunetta realizzati nel 1981 dall'artista locale Antonino Ucchino. San Vito Martire è il santo patrono della parrocchia e del villaggio di Misserio e si festeggia il 15 giugno di ogni anno. Maggiore attenzione è riservata alla Madonna del Carmelo, infatti, la terza domenica di luglio di ogni anno si tengono i solenni festeggiamenti in onore alla Santa Vergine seguiti da una grande moltitudine di fedeli. 

#### Chiesa della Madonna del Carmelo
Questo edificio sacro, a navata unica, è ubicato nella parte alta di Misserio, precisamente in località Padano. Venne edificato nel 1953 a spese degli abitanti di Misserio. Questa chiesa è stata utilizzata pochissimo dai fedeli di questa frazione collinare, solo in periodi in cui la parrocchiale di San Vito risultava chiusa al culto a causa dei lavori di restauro che nel corso dei decenni si sono susseguiti. Attualmente risulta chiusa al culto da tanti anni, è in precarie condizioni statiche (tanto che è stata transennata) e non presenta nessuna opera di pregio né all'interno né all'esterno. Per tali motivi sia il comune di Santa Teresa di Riva che la Curia messinese hanno pensato di demolirla e sostituirla con delle strutture sociali, ricreative e sportive destinate alla fruizione dei cittadini di Misserio.

#### Chiesa di Santa Maria Assunta
Di questa chiesa, ormai scomparsa, rimane solo il ricordo. Il fatto che sia stata dedicata all'Assunzione di Maria Vergine, fa pensare che sia stata edificata, attorno al XII secolo, dai Monaci basiliani che avevano un piccolo convento nelle vicinanze, detto convento era ancora esistente alla fine del XVI secolo. Sorgeva nel quartiere Cresianova ("Chiesa nuova") sul sito ove oggi è presente una piazzetta che ricalca ancora la sagoma absidale di detto edificio sacro. Dai registri parrocchiali di Misserio risulta che, almeno fino all'anno 1829, la chiesa era adibita a cimitero del popolo minuto del villaggio, i notabili ed i sacerdoti erano tumulati nella cripta della chiesa di San Vito. Secondo lo storico locale Carmelo Ucchino, i muri perimetrali ed i ruderi dell'abside della chiesa erano visibili fino al 1940 circa. Successivamente si procedette alla totale demolizione facendo posto all'attuale piazzetta. A tutt'oggi, di questa antica chiesa rimane solo una piccola campana (custodita nella chiesa di San Vito) che reca inciso l'anno 1712 ed il nome D. Carmelo Finocchio.